# Nicaisolopha
Nicaisolopha is een geslacht van tweekleppigen uit de  familie van de Ostreidae.

## Soorten
- Nicaisolopha nicaisei (Coquand, 1862) †
- Nicaisolopha tridacnaeformis (Cox, 1927)